# Museo etnografico Casalino del Castagno
Il Museo etnografico Casalino del Castagno era un museo etnografico italiano, con sede a Poggio, frazione del comune di Marciana, sull'isola d'Elba. È stato inaugurato il 6 agosto 2006 su progetto dell'architetto Silvestre Ferruzzi e dell'imprenditore Mauro Mazzei e ospitava manufatti e ricostruzioni delle antiche attività agrosilvopastorali dell'Elba occidentale, visibili lungo il vicino percorso trekking Vicinale del Tenditoio.

## Aree tematiche
Il museo era diviso in aree tematiche o settori:
- Settore archeologico: reperti dell'età del Bronzo rinvenuti negli insediamenti protostorici del Monte Capanne.
- Settore pastorale: oggetti usati nel ciclo produttivo dei formaggi di capra all'interno dei caprili (caldaro, rompitoia).
- Settore silvicolo: manufatti per il taglio della macchia mediterranea e del castagneto (ristaia, pennato, picozza, picozzina, squadratora, falciotto, maniscuro, segone). Strumenti per la realizzazione del carbone nella carbonaia (rastrellone, cantàro, paiolo).
- Settore estrattivo: strumenti per la lavorazione della granodiorite (mazza, mazzolo, martellina, punciotto, subbia, scarpello, ugnetto).
- Settore venatorio: diorama ricostruttivo del metodo di caccia detto piegàle, anticamente usato per la cattura di uccelli.
- Settore siderurgico: frammenti di fornaci medievali per la riduzione del ferro proveniente dalle miniere di Rio Marina, rinvenuti nel sito di Rimercoio.
- Settore aeronautico: esposizione di frammenti dell'aereo Città di Genova precipitato sul Massiccio del Monte Capanne il 14 ottobre 1960 (primo incidente italiano della compagnia Itavia).